# Petr Filip
Petr Filip (* 8. července 1989) je český fotbalový obránce, momentálně hrající nižší rakouskou soutěž za celek UFC Gaubitsch.

## Kariéra
S fotbalem začínal v roce 1994 v FC Miroslav, odkud se v roce 2001 přesunul do FC Vysočina Jihlava. Tady postupně prošel mládežnickými výběry až do "B" týmu. V roce 2008 odešel na hostování do 1. FC Brno, ovšem ještě v témže roce se stěhoval do FC ŽĎAS Žďár nad Sázavou. Ani tady nevydržel dlouho a v roce 2009 se přesunul do FK APOS Blansko. Na podzim téhož roku se vrátil do Jihlavy, kde ovšem nastupoval za "B" tým v MSFL. V roce 2011 se tedy rozhodl pro nové hostování, tentokrát zamířil do MSK Břeclav. Po půl roce si ho Jihlava stáhla. Ačkoliv se dočkal prvních startů za áčko, nepodařilo se mu nadále se prosadit. Proto jaro 2012 odehrál za FK Varnsdorf. V létě se pak na krátkou dobu objevil na soupisce áčka Jihlavy, ovšem nakonec odešel hostovat do Břeclavi. V zimě se vrátil do Jihlavy a před začátkem jarní části sezony odešel hostovat do Sulka Zábřeh. Od sezony 2013/2014 hraje v rakouském UFC Obritz.